# Венъм 2: Време е за Карнидж
„Венъм: Време е за Карнидж“ (на английски: Venom: Let There Be Carnage) е американско фентъзи филм от 2020 г. за едноименния персонаж на Марвел Комикс. Режисьорът е Анди Съркис, а сценарият е на Кели Марсел. Това е вторият филм от Спайдър-Мен вселената на Сони, базиран в киновселената на Марвел, но нямащи пряка връзка с останалите филми в нея, освен със Спайдър-Мен: Завръщане у дома, на който Сони Пикчърс е копродуцент. Премиерата в САЩ е на 1 октомври 2021 г.

## Актьорски състав
| Актьор          | Роля                       |
| --------------- | -------------------------- |
| Том Харди       | Еди Брок / Венъм           |
| Уди Харелсън    | Клитъс Касиди / Карнидж    |
| Мишел Уилямс    | Ан Уейнг                   |
| Рийд Скот       | Дан Люис                   |
| Наоми Харис     | Франсис Барисън / Писък    |
| Стивън Греъм    | Патрик Мулигън             |
| Джей Кей Симънс | Джей Джона Джеймисън       |
| Том Холанд      | Питър Паркър / Спайдър-Мен |